# Mixed up Lydia's picking up painted ping pong balls
Mixed up Lydia's picking up painted ping pong balls är ett musikalbum utgiven av gruppen Gimmicks 1970. 

## Låtlista
1. Mixed Up Lydia's Picking Up Painted Ping Pong Balls (F.Cowan)
2. Waiting Shivering At The Bus Stop (B.Egerbladh - F.Cowan)
3. It's Not Fair (F.Cowan)
4. I Can't Forget The Days/Let The Happy Soul In (U.Hansson)
5. The Drummer Man (J.Prates - U.Hansson)
6. Homeless (B.Egerbladh - F.Cowan)
7. The Fireworks On The Sky Have Gone Green (F.Cowan)
8. How Did We Get Here ? (K.Ström - U.Hansson - F.Cowan)
9. Winter Waltz (B.Egerbladh - F.Cowan)

## Gruppmedlemmar
- Leif Carlquist
- Anita Strandell
- Maj-Britt Persson (sedermera Hansson)
- Urban Hansson
- Kåre Ström
- Ulf Flink

## Övriga medverkande
- Producent: Leif Carlquist
- Arrangemang: Francis Cowan
- Ljudtekniker: Thomas Strandberg, Lasse Wellander och Lasse Wern
- Inspelad juni 1970 i Studio Dieke, Stockholm

## Historik
Skivan var ett avstamp från de två tidigare fullängdsskivorna med huvudsakligen covers på Sergio Mendes låtar och hade en nyskapande progressiv prägel med inslag av jazz, psykedelisk pop och samba. Ett halvår tidigare hade singeln "Make Feelgood/Bermuda Inn" gett en försmak av gruppens intentioner där man även tog hjälp av Lasse Hallström att göra promotionfilmer.
Gruppen skrev en del av materialet själva medan Francis Cowan och Berndt Egerbladh bidrog med huvudparten av specialkomponerat material. Tillsammans med Doris Svensson-LP:n "Did you give the world some love today, baby" kan denna musikaliska inriktning karaktäriseras som en del av den s.k progressiva musikeran som dog ut i motsats till den mer "jordigare" fåran (Pugh Rogefeldt, Hoola Bandoola Band, m.fl.).
Trots att produktionen är ett unikum i svensk populärmusik så har LP:n ännu inte återutgivits vilket innebär att albumet är ett hett eftertraktat samlarobjekt för samlare världen över.
På uppföljaren "Gimmicks in Acapulco" (utgiven 1971) återvände gruppen till en mer kommersiellt gångbar stil och agerade husband på femstjärniga hotell i Mexico.